# Вишневски, Андреас
Андре́ас Вишне́вски (нем. Andreas Wisniewski, родился 3 июля 1959) — немецкий актёр и танцор. Известен по ролям «плохих парней», среди которых — Некрос в фильме о Джеймсе Бонде «Искры из глаз», телохранитель Ганса Грубера Тони из фильма «Крепкий орешек» и напарник Макс из фильма «Миссия невыполнима».

## Биография
Отец — поляк, мать — немка. В молодости занимался танцами, позже сделал актёрскую карьеру. Дебютировал в картине «Готика» 1986 года о Мэри Шелли и её романе «Франкенштейн». В 1987 году прославился благодаря роли наёмного убийцы по имени Некрос из фильма о Джеймсе Бонде «Искры из глаз»: Вишневски запомнился зрителю благодаря своему росту 194 см и благодаря умению маскироваться под молочника, бегуна, продавца воздушных шаров и врача. Через год сыграл роль телохранителя Ганса Грубера по имени Тони в боевике «Крепкий орешек».
Вишневски позже исчез с большого экрана, снявшись в сериалах «Суперпарень», «Манн и машина» и «Северная сторона», сыграв в последнем роль медведя по кличке Артур. В 1995 году сыграл роль Уэйланда в научно-фантастическом боевике «Машина смерти», а через год — роль без слов в фильме «Миссия невыполнима», которую он повторил в 2011 году в другом фильме франшизы «Миссия невыполнима: Протокол Фантом». Снимаясь в немецких фильмах, Вишневски стал также и звездой британских телеэкранов в сериалах «Карты, деньги» (спин-офф фильма «Карты, деньги, два ствола»), «Элита спецназа», «Чисто английское убийство» и триллере Марка Тондерая «Тишина» 2008 года. Снимался в видеоклипе на песню «Venus» гёрлзбэнда Bananarama, играл роль солдата в клипе песни Элтона Джона «Nikita» (появляется в момент, когда Элтон Джон на Rolls-Royce подъезжает к охраняемым воротам).
В 2001 году Вишневски снял короткометражный фильм «Вдохновение» с Дэнни Уэббоом и Кристин Адамс, что стало его режиссёрским дебютом.
Женат, есть трое детей. Проживает в Берлине, практикует дзен-буддизм и ведёт занятия по медитации в Центре жизни в Ноттинг-Хилл .

## Фильмография
| Год  |   | Русское название                     | Оригинальное название                  | Роль                      |
| ---- | - | ------------------------------------ | -------------------------------------- | ------------------------- |
| 1986 | ф | Готика                               | Gothic                                 | Флетчер                   |
| 1987 | ф | Ария                                 | Aria                                   | эпизод                    |
| 1987 | ф | Искры из глаз                        | The Living Daylights                   | Некрос                    |
| 1988 | ф | Крепкий орешек                       | Die Hard                               | Тони                      |
| 1989 | с | Суперпарень                          | Superboy                               | Андроид                   |
| 1992 | с | Северная сторона                     | Northern Exposure                      | Артур                     |
| 1993 | с | Манн и машина                        | Mann & Machine                         | Джон Степка               |
| 1993 | ф | Чёрный список                        | The Hit List                           | Лэнс                      |
| 1995 | ф | Машина смерти                        | Death Machine                          | Уэйланд                   |
| 1996 | ф | Миссия невыполнима                   | Mission: Impossible                    | напарник Макс             |
| 1997 | с | Спрос и предложение                  | Supply & Demand                        | Джон Ховард               |
| 1998 | с | Похищение мамы и папы                | Kidnapping Mom & Dad                   | Хольгер                   |
| 1998 | ф | Племя                                | The Tribe                              | лейтенант                 |
| 1998 | ф | История городского призрака          | Urban Ghost Story                      | Куинн                     |
| 1998 | ф | Герои и другие трусы                 | Helden und andere Feiglinge            | Эрнесто                   |
| 1999 | с | Час ожидания                         | The Waiting Time                       | Эрнст Рауб                |
| 2000 | с | Карты, деньги                        | Lock, Stock...                         | Генрих                    |
| 2002 | с | Элита спецназа                       | Ultimate Force                         | Саво Гласнович            |
| 2004 | ф | Essential Music Videos: Classic '80s | Оригинальное название неизвестно       | эпизод (фрагмент «Venus») |
| 2008 | ф | Тишина                               | Hush                                   | Тармэн                    |
| 2008 | с | Чисто английское убийство            | The Bill                               | Дмитрий                   |
| 2008 | в | Царь скорпионов 2: Восхождение воина | The Scorpion King 2: Rise of a Warrior | Поллукс                   |
| 2010 | ф | Центурион                            | Centurion                              | Гратус                    |
| 2011 | ф | Городской исследователь              | Urban Explorer                         | неонацист                 |
| 2011 | ф | Миссия невыполнима: Протокол Фантом  | Mission: Impossible – Ghost Protocol   | связной Фога              |
| 2013 | ф | Бела Кишш: Пролог                    | Bela Kiss: Prologue                    | рядовой Чарльз Надь       |
| 2017 | ф | Орудие войны                         | Instrument of War                      | Карл Херрманн             |